# Koupaliště Opava
Městské koupaliště Opava je plovárna, která se nachází v opavských Městských sadech. Součástí areálu je architektonicky ceněná funkcionalistická budova z roku 1931. Hlavní budova a bazény jsou vedeny v seznamu kulturních památek České republiky.

## Historie

### První plovárny v Opavě
Nejstarší opavskou plovárnou byl bazén v Mlýnské strouze z roku 1875. Tento bazén byl funkční do roku 1895, kdy areál vyhořel. Zajímavostí z dnešního pohledu je, že se zde mohli koupat pouze muži. Nové koupaliště bylo otevřeno na Rybářské ulici. Zde již byl bazén rozdělen na mužskou a ženskou část.
V roce 1929 byla vyhlášena soutěž na stavbu nového městského koupaliště, kterou vyhrál opavský architekt Otto Reichner. Stavba začala roku 1930 a 28. června roku 1931 byl areál slavnostně otevřen..

### Městské koupaliště
Součástí prvorepublikového koupaliště byly, kromě symetrické hlavní budovy a bazénu rozděleného na plavecký a neplavecký, skokanské můstky a tribuna pro sledování plaveckých závodů. Kromě vodních atrakcí sem lidé přicházeli kvůli posezení v kavárně, slunění na písečné pláži nebo poslechu hudby v hudebním pavilónu. Jako součást areálu byla plánována také umělecká díla – nezrealizovaná socha atleta a mramorová socha vodníka v dětském brouzdališti, která byla zrealizována a dochovala se dodnes.
Areál je v současnosti majetkem města Opavy, které o něj prostřednictvím Technických služeb soustavně pečuje. V roce 1996 proběhla rekonstrukce bazénu. V dalších letech přibyly dva tobogány, obří Člověče, nezlob se!, hřiště na plážový volejbal a pétanque a byla postavena replika původního hudebního altánku. Zatím poslední velká rekonstrukce proběhla v roce 2007 kdy byly opraveny šatny včetně vnitřního vybavení (ve stylu 30. let), sprchy a toalety. Kapacita areálu je 2500 návštěvníků, voda v bazénu je vyhřívaná. Součástí areálu je hřiště na minigolf, dvě hřiště na plážový volejbal, dětské hřiště, skákací hrad, aquazorbing, trampolína a vodní fotbálek. Areál je pokryt signálem Wi-Fi pro připojení k internetu.
Není bez zajímavosti, že koupaliště bylo otevřeno každou sezónu od roku 1931 dodnes, s jedinou výjimkou – během povodní v roce 1997..